# Territorio Indígena Nairi-Awari
Nairi Awari es uno de los territorios indígenas del pueblo cabécar de Costa Rica, fundado en 1991.
La lengua cabécar es la más hablada por la población, en un 80% (alcanza hasta el 96% en Chirripó). Los cabécar son la comunidad indígena costarricense más aislada y de más difícil acceso, por lo que también es una de las que más ha preservado su cultura, idioma y religión.

## Demografía
Para el censo de 2011, este territorio tiene una población total de 473 habitantes, de los cuales 223 habitantes (47,15%) son autoidentificados cómo de etnia indígena.

## Economía
La ruta de senderismo interoceánica del Camino de Costa Rica atraviesa este territorio indígena, por lo que guías de esta etnia ofrecen el servicio de acompañamiento en este sector.